# Línea 79 (Buenos Aires)
La línea 79 de colectivos urbanos es una línea de colectivos del Área Metropolitana de Buenos Aires y una pequeña parte del interior de la Provincia. Une varias localidades del sur del Área Metropolitana como Adrogué, Florencio Varela y San Vicente con la Estación Constitución de la Línea Roca.
La empresa operadora es la Empresa San Vicente S.A.T., que también controla otras líneas de colectivos, como la Línea 51, Línea 435, entre otras. La oficina de administración se encuentra en Av. C. De Marina T. Espora 3908 Burzaco, Partido de Almirante Brown.
San Vicente S.A.T es propiedad de Grupo DOTA desde el año 2015.

## Ramales
A continuación, se muestran los distintos ramales de esta línea de colectivo:

### San Vicente
- Constitución - San Vicente (las 24:00 hs.)

(Fraccionamientos en Lanús, Lomas Adrogué, Burzaco, Rotonda Vapor, Longchamps y A. Korn)
Desde Pavón 1357, por ésta:
En horario nocturno solamente:
- Buenos Aires: Lima Oeste - Av. Brasil - Lima - Caseros - Dr. Carrillo - Av. Pinedo - Australia - Av. Vélez Sarsfield - Cruce Puente Victorino de la Plaza

- Avellaneda: Pienovi - Freire - Av. Bernardino Rivadavia -  Cabildo - chile - Avenida Hipólito Yrigoyen
- Lanús: Dr. Máspero - Cruce Puente Remedios de Escalada - 29 de Septiembre - Malabia
- Lomas de Zamora: Av. Alsina (RP 210) - Av. Almirante Brown Todo el día:
- Almirante Brown: Av. Espora - Av. Berlín - Av. Chiesa - Carlos Diehl - Av. Hipólito Yrigoyen - Sarmiento - Raúl Soldi - Aristóbulo del Valle - Mansilla - Sarmiento - Av. Hipólito Yrigoyen
- Pres. Perón: Ruta Provincial 210
- Alejandro Korn: Independencia - Brasil - Lorenzini - San Martín - Independencia - Bvard. de Mayo - Pres. Juan D. Perón
- San Vicente: 25 de Mayo - Lib. Gral. San Martín - Lavalle - Santoro - Matheu (Hosp. San Vicente) - Lib. Gral. San Martín - Sarmiento - Ruta Prov. 6

Regreso: Desde Sarmiento y Ruta Prov. 6 por Sarmiento - Lib. Gral. San Martín - Lavalle - Santoro - Matheu (Hosp. San Vicente) - Santoro - Lavalle - Lib. Gral. San Martín - 25 de Mayo - Pres. Juan Perón - Bvard. de Mayo - Sagarra - Lorenzini - Sagarra - Bolivia - Ruta Provincial 210 - Av. Hipólito Yrigoyen - Sarmiento - Mansilla - Aristóbulo del Valle - Raúl Soldi - Sarmiento - Av. Hipólito Yrigoyen - Carlos Diehl - Av. Chiesa - Av. Berlín - Av. Espora - Av. Almirante Brown - Av. Alsina - Malabia - 29 de Septiembre - Cruce Puente Remedios de Escalada - Av. Hipólito Yrigoyen - Cabildo - Av. Bernardino Rivadavia - Freire - Pienovi - Cruce Puente Victorino de la Plaza - Av. Vélez Sarsfield - Australia - Av. Pinedo- Av. Suárez - José Aarón Salmún Feijóo - Brandsen - Dr. Carrillo - Caseros - Salta - Constitución - Santiago del Estero.

#### Estación F. Varela
Recorrido troncal hasta Av. Espora, continuando por ésta:
- Almirante Brown: Humberto 1° - Pellegrini - Ricardo Rojas - Av. Espora - Av. Monteverde - Figueroa - Araujo - Calle 25 (Barrio Don Orione) - Av. Eva Perón Oeste - Av. Monteverde (RP 4) - Lacaze - (Puente de  Claypole)

- Quilmes: Av. Gob. Monteverde - República de Francia
- Florencio Varela: Camino General Belgrano - Hipólito Yrigoyen - Av. San Martín - Sallares - Alberdi - Perón

Regreso: Por Perón - Av. San Martín - Hipólito Yrigoyen - Arenales - Puerto Argentino - Gral. Balcarce - Camino General Belgrano - República de Francia - Av. Gob. Monteverde - Lacaze - Puente Aéreo Claypole - Lacaze - 2 de abril - Lisandro de la Torre - Av. Monteverde - Av. Eva Perón Oeste - Calle 25 (Barrio Don Orione) - Araujo - Figueroa - Av. Monteverde - Lisandro de la Torre - 2 de abril - Av. Espora - Colón - Pellegrini - Ricardo Rojas - Av. Espora - Continuación por el mismo recorrido del Ramal San Vicente hasta Constitución.
(Fraccionamientos en Adrogué, Burzaco, Rotonda Vapor y Claypole)

### Ramales eliminados por el grupo DOTA
Los siguientes ramales ya no circulan más, a pesar de continuar activos en los registros de la CNRT:

#### San José / Rafael Calzada
Recorrido troncal hasta Malabia, continuando por ésta:
- Lanús: Aconcagua
- Banfield: Gral. Capdevila - Granaderos - Rodríguez Brito - Cerrito
- Temperley: Bvard. Armesti - Pío Collivadino - Av. Eva Perón - Los Eucaliptos - Garay
- San José: Salta - Amenedo.

Regreso: Por Salta - Av. Eva Perón - Pío Collivadino - Bvard. Armesti - Cerrito - Aconcagua - Malabia - Continuación por el mismo recorrido del Ramal San Vicente hasta Constitución.

#### Guernica
Reemplazado por un ramal de la Línea 385.
Recorrido del Ramal San Vicente hasta Av. Hipólito Yrigoyen y Calle 25 (Guernica), desde allí:
Ida: Calle N.º 25, Concejal Muller, José Ignacio Rucci, Av Eva Duarte de Perón, Av Crisólogo Larralde, Av Arturo Jauretche, Av N.º 12, Av Eva Duarte de Perón, Av Concejal Juan Capuano, Leandro N Alem hasta Av N.º 133
Regreso: Desde Av N.º 133 y Leandro N Alem por Leandro N Alem, Av Concejal Juan Capuano, Av Eva Duarte de Perón, Av N.º 12, Av Arturo Jauretche, Calle N.º 6, Av Eva Duarte de Perón, José Ignacio Rucci, Concejal Muller, Calle N.º 25.

#### Numancia
Reemplazado por un ramal de la Línea 385.
Recorrido del Ramal San Vicente hasta Av. Hipólito Yrigoyen y Capitán Olivera (Cruce de Guernica). 
Ida y Regreso:  Capitán Olivera, Av Centenario hasta circunvalación.

#### Rayo de Sol (Longchamps)
Se separaba del ramal San Vicente para llegar al Barrio Rayo de Sol en Longchamps. Recorrido troncal hasta Av. Hipólito Yrigoyen y Carlos Diehl, desde allí:
Ida y Regreso: Carlos Diehl hasta Manuela Pedraza.

#### R.Calzada x Adrogué
Mismo recorrido del troncal, hasta Av.Espora (Adrogué), Murature, Colombres, Av.San Martin, 20 de Setiembre, Est.R.Calzada.
Regreso: R.Calzada, Cervantes, Altamira, Av.San Martin, Av.Espora, su ruta a Constitución.